# Tachyusa arida
Tachyusa arida är en skalbaggsart som beskrevs av Thomas Casey 1906. Tachyusa arida ingår i släktet Tachyusa och familjen kortvingar. Inga underarter finns listade i Catalogue of Life.